# Wapanucka
Wapanucka – miasto w Stanach Zjednoczonych, w stanie Oklahoma, w hrabstwie Johnston.